# Beck (fiume)
Il Beck è un fiume dell'Inghilterra meridionale, scorre a sud di Londra ed è un affluente del Ravensbourne.

## Il percorso
Il Beck nasce a Spring Park, dove s'incontrano le località di Shirley e West Wickham; inizialmente coincide con il confine tra i Distretti di Croydon e Bromley, storicamente era anche il confine tra il Surrey e il Kent.
Arriva a Cator Park dove si unisce al Chaffinch Brook e cambia nome in Pool, il quale confluisce successivamente nel Ravensbourne che è a sua volta affluente del Tamigi.

## L'origine del nome
Secondo un'ipotesi il corso d'acqua prenderebbe il nome dalla città di Beckenham ma potrebbe derivare anche da bekkr che in norreno significa corso d'acqua (parola presente anche in altre lingue germaniche, ad es. in tedesco bach). Dal fiume Beck prendono il nome le località di Beck Lane e Elmers End.